# John T. Bergen
John Teunis Bergen (* 1786 in Gowanus, New York; † 9. März 1855 in Batavia, New York) war ein US-amerikanischer Politiker. Zwischen 1831 und 1833 vertrat er den Bundesstaat New York im US-Repräsentantenhaus.

## Werdegang
John Teunis Bergen wurde drei Jahre nach dem Ende des Unabhängigkeitskrieges in Gowanus geboren und wuchs dort auf. Er genoss eine gute Schulbildung. Als der Britisch-Amerikanische Krieg ausbrach, verpflichtete er sich in der Nationalgarde von New York, wo er zu Anfang den Dienstgrad eines Leutnants bekleidete und am Kriegsende den eines Captains. Er war zwischen 1821 und 1825 sowie von 1828 bis zu seinem Rücktritt 1831 als Sheriff in Kings County tätig. Während dieser Zeit erwarb er 1829 den Long Island Patriot. Der Name wurde anschließend zu Brooklyn Advocate abgeändert und letztlich zum Brooklyn Daily Eagle.
Politisch gehörte er der Jacksonian-Fraktion an. Bei den Kongresswahlen des Jahres 1830 wurde Bergen im zweiten Wahlbezirk von New York in das US-Repräsentantenhaus in Washington, D.C. gewählt, wo er am 4. März 1831 die Nachfolge von Jacob Crocheron antrat. Da er im Jahr 1832 auf eine erneute Kandidatur verzichtete, schied er nach dem 3. März 1833 aus dem Kongress aus. Während seiner Zeit als Kongressabgeordneter hatte er den Vorsitz über das Committee on Accounts.
Danach war er bei Bay Ridge in der Landwirtschaft tätig. Er zog dann nach Brooklyn, wo er im Lebensmittelgeschäft tätig war. 1837 betrieb er mit seinen Söhnen ein Hobelwerk in New York City. Später zog er nach Genesee County, wo er wieder in der Landwirtschaft tätig war. Er verstarb am 9. März 1855 in Batavia und wurde dort beigesetzt. Der Bürgerkrieg brach sechs Jahre später aus. Sein Großcousin war der Kongressabgeordnete Teunis G. Bergen.